# Йохан Георг фон Херберщайн
Йохан Георг фон Херберщайн (на немски: Johann Georg von Herberstein Bischof von Regensburg; * 19 август 1591, Залцбург; † 12 юни 1663, Регенсбург) е епископ на Регенсбург (1662 – 1663).

## Биография
Той е от знатната фамилия фон Херберщайн от Щирия. Син е на фрайхер Георг Андреас фон Херберщайн и съпругата му Анна Сибила фон Ламберг (1560 – 1621), вдовица на фрайхер Ханс Файт фон Тьоринг-Жетенбах (1524 – 1582), дъщеря на фрайхер Зигизмунд фон Ламберг (1536 – 1619) и Зигуна Елеонора Фугер (1541 – 1576), дъщеря на граф Йохан Якоб Фугер фон Кирхберг и Вайсенхорн (1516 – 1575) и Урсула фон Харах (1522 – 1554). Внук е на фрайхер Георг II фон Херберщайн (1529 – 1586) и Барбара Шиндел фон Дромсдорф († ок. 1575). Брат е на граф Йохан Фридрих фон Херберщайн († 1657) и на Йохан Бернхард фон Херберщайн († 1665). Племенник е на Кристоф фон Ламберг († 1579), епископ на Зекау. Първи братовчед е на Йохан Якоб фон Ламберг († 1630), епископ на Гурк, и Карл фон Ламберг († 1612), архиепископ на Прага (1607 – 1612).
Йохан Георг фон Херберщайн е през 1647 г. домхер в Регенсбург и Пасау. На 18 февруари 1662 г. той е избран за епископ на Регенсбург. Епархията и манастирът Регенсбург тогава са много пострадали финансово от предишната Тридесетгодишна война. Известен е с помощта си на нуждаещите се. Той умира малко след одобрението от папата, без да получи помазване. Епархията му поставя красив гроб в катедралата на Регенсбург.